# Інгулецький гірничо-збагачувальний комбінат
ПАТ «Інгулецький гірничо-збагачувальний комбінат» — підприємство з видобутку і збагачення залізняку Інгулецького родовища, розташованого в південній частині Криворізького залізорудного басейну. Серед споживачів продукції найбільші металургійні підприємства України: «Запоріжсталь», «Маріупольський металургійний комбінат ім. Ілліча», «Азовсталь». На зовнішньому ринку споживачами продукції є металургійні заводи Східної Європи та Китаю.
Розробляє Інгулецьке родовище залізистих кварцитів. На підприємстві використовується циклічно-потокова технологія видобування руди з використанням автомобільно-конвеєрного транспорту. Балансові запаси руди – 1,2 млрд т.
З 2007 року «ІнГЗК» належить «Смарт-холдингу» російського підприємця Вадима Новинського, що входить до «Метінвест Холдинг». «Метінвест» входить до «Систем Кепитал Менеджмент» Ріната Ахметова.

## Історія
9 лютого 1961 року в радянських ЗМІ повідомлялося, що у місті Кривий Ріг розпочато будівництво Інгулецького гірничо-збагачувального комбінату.
Побудований в 1966 на базі Інгулецького родовища залізистих кварцитів. Підприємство засновано у квітні 1965 року. 30 червня 1965-го введена в експлуатацію перша черга комбінату потужністю видобутку залізної руди у 7,2 млн т і виробництва залізорудного концентрату з часткою заліза 64,4 % в кількості 3,05 млн т. У 1975 році введено в експлуатацію останню 3-ю чергу комбінату.
Включає: кар'єр, дробарну, збагачувальну фабрики, корпус флотації, залізничніий  цех, цех  технологічного  автотранспорту, автотранспортний цех, цех технологічного  водопостачання і шламового  господарства та  ряд допоміжних  цехів (підрозділів ).
Інгулецьке родовище розташоване в південній частині Криворізького залізорудного басейну і представлене пластовим покладом (потужність від 100 до 1000 м, довжина 2,5 км, ширина 1,2 км). У геологічній будові родовища беруть участь породи криворізької серії (граніти і залізисті кварцити протерозою), перекриті осадовими породами — глинами, піском, вапняками кайнозою. Потужність перекриваючих порід 30-40 м. За мінералогічним складом розрізняють руди силікатно-магнетитові, магнетитові, магнетито-силікатні роговики, магнетитові і гематито-магнетитові джеспіліти. Запаси руди Інгулецького родовища дорівнюють бл. 1,6 млрд т при середньому вмісті Fe 32,4 %.
Розробка родовища ведеться кар'єрним способом. При відкритих роботах розкриття родовища здійснюють постійними внутрішніми траншеями. Система розробки — транспортна з вивезенням пустих порід у зовнішні відвали. Глибина кар'єру 426 м (станом на 2013 р.). Проектна – 500 м, щоправда іде мова про розробку потужностей до 600 м. Розкриття — вертикальними стовбурами.

Технологічна схема ЗФ №1 Інгулецького ГЗК

Система розробки поповерхове обвалення з відбійкою руди веєрними свердловинами. Використовується повторна розробка раніше втрачених руд. Гірничотранспортне обладнання — прохідницькі комплекси, бурові каретки, вантажні машини, контактні електровози. Вилучення руди в процесі видобутку — 98 %, розубожування — 2 %. Збагачення багатих руд-сортуванням, бідних (залізисті кварцити) — методом мокрої магнітної сепарації. Вилучення заліза при збагаченні – 88 %. Окиснені залізисті кварцити, що попутно добуваються складуються окремо. Розкривні породи використовуються для будівництва гребель, виробництва щебеню.
На початку XXI ст. сировинною базою комбінату є залізисті кварцити Інгулецького родовища, що знаходяться у південній частині Криворізького залізорудного басейну. Родовища відробляються відкритим способом, максимальний розмір куска підірваної руди 1200 мм. Стан запасів на 01.01.2003 р. по кар'єрам ІнГЗКа: розкритих запасів 196,7 млн т, підготовлених до розкриття 25,4 млн т, готових до виїмки 7,9 млн т, забезпеченість до виїмки запасами 2,9 млн т сировини на місяць. В середньому ІнГЗК видобуває 30,7 млн т руди на рік. Основним методом збагачення є магнітний у слабкому полі. Технологічна схема збагачувальних фабрик № 1 та №2 включає 4 стадії подріблення, 3 стадії подрібнення і 4-5 стадій магнітної сепарації. У кожній стадії отримуються відходи, а промпродукт переробляється далі. Як операція попереднього збагачення застосовується суха магнітна сепарація у слабкому полі. На фабриці № 3 застосована схема самопомелу руди; передбачено дроблення сировини до 300 мм, дві стадії подрібнення і три стадії магнітної сепарації, що виконується в 2-3 прийоми. В цілому по комбінату у результаті повного циклу збагачення із руди з масовою часткою загального заліза (Fe заг) 32,6-36,7 % отримують концентрат з масовою часткою Fe заг 63,8-63,9 %, вологістю бл. 10 %. Руди належать до категорії важко збагачувальних. З метою доводки концентрату до високоякісних сортів на комбінаті введена перша черга флотації магнетитового промпродукту. В середньому на рік комбінатом випускається близько 12,4 млн т концентрату. На комбінаті встановлені дробарки типу ККД 1500/180; КРД 900/100; КСД 2200; КМД 2200; на збагачувальних фабриках — млини МШР 3,6 х 4,0; МШР 4,5 х 5,0; МШЦ 3,6 х 5,5; магнітні сепаратори типу ПБМ-120/300; вакуум фільтри Ду-100. Питомі витрати електроенергії станом на 01.01.2003 р. на 1 т концентрату 140,8 кВтּ•год. Перспективний проект — застосування флотації, як методу дозбагачення концентрату на повну потужність комбінату, поряд з реорганізацією і переоснащенням збагачувального виробництва для підвищення якості товарної продукції, можливість будівництва на комбінаті потужностей з прямого відновлення сталі.
Видобуток у кар'єрі 70 млн т рудної маси щорічно. ГЗК виробляє 14 млн т залізорудного концентрату.
Чисельність персоналу — 4931 осіб.
Середня заробітна плата (до стягнення податків на рівні працівника) — 135 тис. грн на рік.

## Об'єми виробництва концентрату
- 2012 — 13,587 млн т[1]
- 2013 — 13,567 млн т
- 2014 — 13,450 млн т
- 2015 — 11,614 млн т
- 2016 — 11,464 млн т
- 2017 — 10,266 млн т [1]
- 2018 — 10,904 млн т [1]
- 2019 — 11,143 млн т